# Torigni-sur-Vire

Torigni-sur-Vire este o comună în departamentul Manche, Franța. În 1 ianuarie 2018 avea o populație de 2.318 de locuitori.